# Unió Democràtica de l'Alt Adige
Unió Democràtica de l'Alt Adige (UDAA) fou un partit polític sudtirolès, d'inspiració democristiana, equivalent a la Unió Popular Democràtica a la província de Trento. El secretari general fou Luigi Cigolla. Es presentà per primer cop a les eleccions regionals de Trentino-Tirol del Sud de 1993, i va obtenir l'1,7% dels vots i un conseller.
A les eleccions regionals de Trentino-Tirol del Sud de 1998 va treure l'1,8% dels vots i un conseller. Per a les eleccions de 2003 es presentà en coalició amb la Margherita i la UDCC, anomenada Unione Autonomista, que va obtenir el 3,7% dels vots i la conselleria per a Luigi Cigolla. Per a les eleccions de 2008 es va integrar a Itàlia dels Valors.